# Biokovliegenvanger
De biokovliegenvanger (Batis poensis) is een zangvogel uit de familie Platysteiridae (lelvliegenvangers).

## Verspreiding en leefgebied
De soort komt voor op het eiland Bioko in de Golf van Guinee.

## Status
De grootte van de populatie is niet gekwantificeerd maar de soort wordt omschreven als zeldzaam tot algemeen. Op de Rode lijst van de IUCN heeft deze soort de status niet bedreigd.